# 2013–2014-es magyar labdarúgó-ligakupa
A 2013–2014-es ligakupa a sorozat hetedik szezonja. A címvédő a Ferencváros, a sorozat győztese a Diósgyőri VTK lett, története során először.

## Lebonyolítás
A ligakupában 32 csapat indulhat, az élvonalbeli klubok mellett az átszervezett másodosztály összes csapata.

## Fordulók és időpontok
| Szakasz        | Forduló        | 1. mérkőzés          | 2. mérkőzés          |
| -------------- | -------------- | -------------------- | -------------------- |
| Csoportkör     | 1. mérkőzésnap | 2013. szeptember 4.  | 2013. szeptember 4.  |
| Csoportkör     | 2. mérkőzésnap | 2013. szeptember 11. | 2013. szeptember 11. |
| Csoportkör     | 3. mérkőzésnap | 2013. október 9.     | 2013. október 9.     |
| Csoportkör     | 4. mérkőzésnap | 2013. október 16.    | 2013. október 16.    |
| Csoportkör     | 5. mérkőzésnap | 2013. november 13.   | 2013. november 13.   |
| Csoportkör     | 6. mérkőzésnap | 2013. november 20.   | 2013. november 20.   |
| Egyenes kiesés | Nyolcaddöntők  | 2014. február 26.    | 2014. március 4.     |
| Egyenes kiesés | Negyeddöntők   | 2014. március 18–19. | 2014. április 1–2.   |
| Egyenes kiesés | Elődöntők      | 2014. április 22.    | 2014. április 29.    |
| Egyenes kiesés | Döntő          | 2014. május 13.      | 2014. május 13.      |

## Csoportkör
A csoportkörben nyolc négy-négy csapatos csoportot képeztek. A csoportokban a csapatok körmérkőzéses, oda-visszavágós rendszerben mérkőztek meg egymással. A csoportok első és második helyezettjei továbbjutottak az egyenes kieséses szakaszba.

### A csoport
| Csapat       | M | Gy | D | V | G+ | G– | Gk | P  |
| ------------ | - | -- | - | - | -- | -- | -- | -- |
| Diósgyőr     | 6 | 3  | 1 | 2 | 15 | 8  | +7 | 10 |
| Vasas        | 6 | 3  | 0 | 3 | 8  | 10 | –2 | 9  |
| Kisvárda     | 6 | 2  | 2 | 2 | 7  | 11 | –4 | 8  |
| MTK Budapest | 6 | 2  | 1 | 3 | 8  | 9  | –1 | 7  |

|              | DIÓ | MTK | KIS | VAS |
| ------------ | --- | --- | --- | --- |
| Diósgyőr     |     | 3–1 | 7–1 | 4–2 |
| MTK Budapest | 2–0 |     | 0–0 | 3–1 |
| Kisvárda     | 1–1 | 3–1 |     | 2–1 |
| Vasas        | 1–0 | 2–1 | 1–0 |     |

### B csoport
| Csapat        | M | Gy | D | V | G+ | G– | Gk  | P  |
| ------------- | - | -- | - | - | -- | -- | --- | -- |
| Debreceni VSC | 6 | 5  | 0 | 1 | 16 | 5  | +11 | 15 |
| Mezőkövesd    | 6 | 3  | 1 | 2 | 16 | 10 | +6  | 10 |
| Nyíregyháza   | 6 | 1  | 2 | 3 | 5  | 10 | –5  | 5  |
| Balmazújváros | 6 | 1  | 1 | 4 | 6  | 16 | –10 | 4  |

|               | BAL | DEB | MEZ | NYI |
| ------------- | --- | --- | --- | --- |
| Balmazújváros |     | 1–5 | 1–7 | 0–0 |
| Debreceni VSC | 2–0 |     | 2–4 | 3–0 |
| Mezőkövesd    | 2–1 | 0–2 |     | 2–2 |
| Nyíregyháza   | 0–3 | 0–2 | 3–1 |     |

### C csoport
| Csapat       | M | Gy | D | V | G+ | G– | Gk | P  |
| ------------ | - | -- | - | - | -- | -- | -- | -- |
| Szolnoki MÁV | 6 | 3  | 1 | 2 | 15 | 10 | +5 | 10 |
| Kecskemét    | 6 | 3  | 1 | 2 | 13 | 14 | –1 | 10 |
| Újpest       | 6 | 1  | 3 | 2 | 9  | 9  | 0  | 6  |
| Békéscsaba   | 6 | 1  | 3 | 2 | 8  | 12 | –4 | 6  |

|              | BEK | KTE | SZO | ÚJP |
| ------------ | --- | --- | --- | --- |
| Békéscsaba   |     | 3–3 | 0–2 | 1–1 |
| Kecskemét    | 0–2 |     | 4–2 | 2–1 |
| Szolnoki MÁV | 4–0 | 5–2 |     | 2–2 |
| Újpest       | 2–2 | 1–2 | 2–0 |     |

### D csoport
| Csapat                | M | Gy | D | V | G+ | G– | Gk | P  |
| --------------------- | - | -- | - | - | -- | -- | -- | -- |
| Puskás Akadémia       | 6 | 3  | 2 | 1 | 11 | 5  | +6 | 11 |
| Szigetszentmiklósi TK | 6 | 3  | 1 | 2 | 9  | 6  | +3 | 10 |
| Cegléd                | 6 | 2  | 2 | 2 | 8  | 11 | –3 | 8  |
| Budapest Honvéd       | 6 | 1  | 1 | 4 | 5  | 11 | –6 | 4  |

|                       | CEG | HON | PUS | SZI |
| --------------------- | --- | --- | --- | --- |
| Cegléd                |     | 1–0 | 2–2 | 1–1 |
| Budapest Honvéd       | 5–3 |     | 0–0 | 0–3 |
| Puskás Akadémia       | 3–0 | 2–0 |     | 4–2 |
| Szigetszentmiklósi TK | 0–1 | 2–0 | 1–0 |     |

### E csoport
| Csapat       | M | Gy | D | V | G+ | G– | Gk | P  |
| ------------ | - | -- | - | - | -- | -- | -- | -- |
| Paks         | 6 | 4  | 1 | 1 | 16 | 7  | +9 | 13 |
| Videoton     | 6 | 3  | 1 | 2 | 15 | 9  | +6 | 10 |
| Kozármisleny | 6 | 2  | 1 | 3 | 7  | 13 | –6 | 7  |
| Dunaújváros  | 6 | 1  | 1 | 4 | 2  | 11 | –9 | 4  |

|              | DUN | KOZ | PAK | VID |
| ------------ | --- | --- | --- | --- |
| Dunaújváros  |     | 1–1 | 1–0 | 0–3 |
| Kozármisleny | 2–0 |     | 0–3 | 0–4 |
| Paks         | 2–0 | 4–2 |     | 3–3 |
| Videoton     | 3–0 | 1–2 | 1–4 |     |

### F csoport
| Csapat      | M | Gy | D | V | G+ | G– | Gk  | P  |
| ----------- | - | -- | - | - | -- | -- | --- | -- |
| Ferencváros | 6 | 5  | 0 | 1 | 12 | 10 | +2  | 15 |
| Győri ETO   | 6 | 4  | 1 | 1 | 21 | 5  | +16 | 13 |
| Sopron      | 6 | 2  | 1 | 3 | 13 | 11 | +2  | 7  |
| Tatabánya   | 6 | 0  | 0 | 6 | 2  | 26 | –24 | 0  |

|             | FTC | ETO | SOP | TAT |
| ----------- | --- | --- | --- | --- |
| Ferencváros |     | 2–1 | 2–1 | 2–0 |
| Győri ETO   | 4–1 |     | 1–1 | 7–0 |
| Sopron      | 1–3 | 1–4 |     | 7–0 |
| Tatabánya   | 1–4 | 0–4 | 1–2 |     |

### G csoport
| Csapat       | M | Gy | D | V | G+ | G– | Gk  | P  |
| ------------ | - | -- | - | - | -- | -- | --- | -- |
| Lombard Pápa | 6 | 3  | 3 | 0 | 9  | 5  | +4  | 12 |
| Haladás      | 6 | 3  | 2 | 1 | 14 | 9  | +5  | 11 |
| Gyirmót      | 6 | 2  | 2 | 2 | 13 | 11 | +2  | 8  |
| Ajka         | 6 | 0  | 1 | 5 | 7  | 18 | –11 | 1  |

|              | AJK | GYI | HAL | PÁP |
| ------------ | --- | --- | --- | --- |
| Ajka         |     | 0–2 | 1–2 | 0–1 |
| Gyirmót      | 4–2 |     | 2–3 | 2–2 |
| Haladás      | 7–2 | 2–2 |     | 0–0 |
| Lombard Pápa | 2–2 | 2–1 | 2–0 |     |

### H csoport
| Csapat            | M | Gy | D | V | G+ | G– | Gk  | P  |
| ----------------- | - | -- | - | - | -- | -- | --- | -- |
| Kaposvári Rákóczi | 6 | 5  | 0 | 1 | 19 | 4  | +15 | 15 |
| Pécsi MFC         | 6 | 3  | 1 | 2 | 12 | 8  | +4  | 10 |
| Siófok            | 6 | 2  | 1 | 3 | 7  | 15 | –8  | 7  |
| ZTE               | 6 | 1  | 0 | 5 | 5  | 16 | –11 | 3  |

|                   | KAP | PÉC | SIÓ | ZTE |
| ----------------- | --- | --- | --- | --- |
| Kaposvári Rákóczi |     | 2–1 | 3–0 | 4–0 |
| Pécsi MFC         | 2–0 |     | 2–2 | 3–0 |
| Siófok            | 1–7 | 0–2 |     | 3–1 |
| Zalaegerszegi TE  | 0–3 | 4–2 | 0–1 |     |

## Egyenes kieséses szakasz
Az egyenes kieséses szakaszban tizenhat csapat vehet részt.

### Nyolcaddöntők
Az első mérkőzéseket 2014. február 26-án, a visszavágókat március 4-én rendezték.
| 1. csapat             | Össz.       | 2. csapat         | 1. mérk. | 2. mérk. |
| --------------------- | ----------- | ----------------- | -------- | -------- |
| Haladás               | 0–2         | Ferencváros       | 0–0      | 0–2      |
| Kecskemét             | 1–9         | Lombard Pápa      | 1–5      | 0–4      |
| Mezőkövesd            | 3–3 (i. g.) | Diósgyőr          | 3–1      | 0–2      |
| Szigetszentmiklósi TK | 1–1 (i. g.) | Szolnoki MÁV      | 0–0      | 1–1      |
| Győri ETO             | 3–4         | Debreceni VSC     | 2–1      | 1–3      |
| Vasas                 | 1–6         | Puskás Akadémia   | 0–3*     | 1–3      |
| Pécsi MFC             | 4–2         | Paks              | 1–1      | 3–1      |
| Videoton              | 4–1         | Kaposvári Rákóczi | 3–0      | 1–1      |

*A pályán elért Vasas–Puskás Akadémia 2–0-s eredményt az MLSZ Görgényi Dávid (Vasas) jogosulatlan szereplése miatt 3–0-s gólkülönbséggel a Puskás Akadémia javára írta jóvá.

### Negyeddöntők
Az első mérkőzéseket 2014. március 18-án és 19-én, a visszavágókat április 1-jén és 2-án rendezték.
| 1. csapat     | Össz. | 2. csapat             | 1. mérk. | 2. mérk. |
| ------------- | ----- | --------------------- | -------- | -------- |
| Debreceni VSC | 5–3   | Puskás Akadémia       | 3–0*     | 2–3      |
| Pécsi MFC     | 1–4   | Videoton              | 1–1      | 0–3      |
| Diósgyőr      | 3–2   | Szigetszentmiklósi TK | 2–2      | 1–0      |
| Ferencváros   | 6–0   | Lombard Pápa          | 4–0      | 2–0      |

*A pályán elért Debreceni VSC–Puskás Akadémia 1–1-es eredményt az MLSZ Francisco Gallardo (Puskás Akadémia) jogosulatlan szereplése miatt 3–0-s gólkülönbséggel a Debreceni VSC javára írta jóvá.

### Elődöntők
Az első mérkőzéseket 2014. április 22-én, a visszavágókat április 29-én rendezték.
| 1. csapat     | Össz. | 2. csapat | 1. mérk. | 2. mérk. |
| ------------- | ----- | --------- | -------- | -------- |
| Debreceni VSC | 1–6   | Videoton  | 1–5      | 0–1      |
| Ferencváros   | 2–3   | Diósgyőr  | 1–2      | 1–1      |

### Döntő
| 2014. május 13. 19:00 |

| Diósgyőri VTK        | 2 – 1                         | Videoton   |
| -------------------- | ----------------------------- | ---------- |
| Kostić 9' Futács 12' | (2 – 0) Jegyzőkönyv Részletek | Juhász 69' |

| DVTK-stadion, Miskolc Nézőszám: 6 000 Játékvezető: Andó-Szabó Sándor (magyar) |